# 糙叶五加
糙叶五加（学名：Eleutherococcus henryi）是五加科五加属的植物，是中国的特有植物。分布在中国大陆的湖北、陕西、河南、山西、四川、浙江、安徽等地，生长于海拔1,000米至3,200米的地区，见于林缘及灌丛中。

## 别名
亨利五加（中国种子植物分类学）

## 变种
毛梗糙叶五加（学名：Eleutherococcus henryi var. faberi）为五加科五加属的植物。分布在中国大陆的陕西、安徽等地，生长于海拔1,200米至1,700米的地区。

## 异名
- Acanthopanax henryi (Oliv.) Harms
- Acanthopanax henryi (Oliv.) Harms var. faberi Harms
- Eleutherococcus henryi Oliv. var. faberi (Harms) S. Y. Hu